# علم الخلايا الحيوية الكبدية
علم الخلايا الكبدية هو أحد فروع علم الخلية المختص بدراسة خلايا الكبد ووظائفه. الكبد هو عضو حيوي مسؤول عن جميع عمليات الأيض في الجسم. خلايا الكبد الرئيسية هي خلية كبدية، وخلية كوبفر، والخلايا الكبدية النجمية؛ كل واحدة لها وظيفة مختصة. 

## التسمية
علم الخلية هو اسم يطلق على فرع من علم الاحياء يتفق مع الشكل والبنيه والوظيفة للخلايا. علم الخلايا الكبدية يتميز بدراسة خلايا الكبد. تسمى خلايا الكبد الرئيسيه خلية كبدية؛ بأي حال، هناك خلايا أخرى قد تلاحظ في عينة الكبد مثل خلية كوبفر (البلاعم المسلحة). الكبد هو أكبر عضو غدي في الجسم. له تشكيلة واسعه في  الوظائف تتراوح من اتلاف خلايا الدم القديمه إلى السيطرة على عمليات الايض لجزيء ضخم  في جنين حي، يعمل الكبد على انه المركز المسؤول عن تكون الدم، تستبدل وظيفته في مراحل متقدمه بنخاع العظام. ووظيفة هذا المركز لا تلاحظ بعد الولادة، بأي حال، في بعض الحالات المرضية هذه الوظيفة قد تبقى ملاحظة. من المهم ملاحظة ان الكبد عضو ضروري وهو الوحيد في الجسم الذي يملك القدرة على تجديد نفسه بعد العمليات الجراحيه أو تدميره. 

## الحصول على العينات
منذ ان اندمج علم الخلايا والانسجة والذي يتكون من الخلايا، عينات الانسجة يجب ان تستخرج من اجل تحليل الخلايا. هناك العديد من الطرق لاستخراج العينة، الأولى وهي عبر تشريح الجثة عبر أخذ عينة من نسيج اثناء تشريح الجثة. الطريقة الثانية هي أخذ رشفه جيدة اما من نخاع العظم، سائل دماغي شوكي والخ). لاستخراج هذه الرشفة من نسيج سائل تُحقن ابرة إلى داخل الجسم وتُؤخذ هذه العينة. وطريقة أخرى شائعة هي الجراحة عن طريق قطعة أو جزء يُزال ليُحلل لاحقا. اخيرا طريقة أخرى شائعة وهي خزعة، في الخزعة يُدخل عينة إلى الجلد واخذ عينة سائلة.بعد أخذ العينة، يجب ان تمر بعمليات بطرق مختلفة تعتمد على طبيعة العينة. العينات السائلة، مثل الدم، يُستخرج ويجفف خارجا، في حين يجب تجفيف العينات الصلبة باستخدام مزيج من المركبات الكحولية. النسيج يجب ان يكون صبغي، عادة مع هيماتوكسيلين ويوزين، مزيج من الالوان التي تحدد الطبيعة الحمضية-القاعدية للخلايا. بعد هذه المعالجة العينات تُحلل تحت المايكروسكوب، والذي يمكن ان يكون عيني أو الكتروني، لتحديد إذا ما كانت العينة هي طبيعية ام مريضة.

## الخلايا الكبدية
الخلايا الكبدية هي خلايا نسيج حشوي للكبد، مما تشكل الفص. ترتبط ارتباط وثيق مع شبه جيبي، والتي هي عبارة عن شبكة من الشعيرات. لانها خلايا ذات نشاط ايضي السيتوبلازم الخاص بها يحتوي على العديد من العضية الخلوية.
 الخلايا الكبدية هي هي الخلايا الرئيسية للكبد. وهي خلايا كبيرة متعددة الوجوه، لها ستة سطوح، ثلاثة منها لها وظيفة متصلة. الانواع الثلاثة متصلة الوظيفة هي منحنى الجيب، قنوية وتأشير الخلية. هذه السطوح تشارك في تبادل الجزيئات بين الخلايا الكبدية، الاوعية والقنيات الصفراوية. سطوح منحنى الجيب يُفصل من شبه الجيبي بسبب الحيز المحيط بالجيبانيات. يمثل 70% من سطح الخلية الكبدية الكلي. تغطى بواسطة زغيبات ينشأ للحيز المحيط بالجيبانبات. هذه السطوح هي مكان تبادل الجزيئات بين الخلايا الكبدية وظهور شبه الجيبي. السطوح القنوية هي من خلالها تُصرف المادة الصفراوية من الخلايا الكبدية إلى القنيوات. وتشكل 15% من سطح الخلية. السيتوبلازم الخاص بالخلية الكبدية القريب من القنيوات غني بخيوط الاكتين، وهي على الارجح  قادرة على تغيير قطر القنيوات، وبالتالي يؤثر على التدفق؛ بأي حال هذا لم يُثبت بعد. سطوح تأشير لخلية هي التي بين خلايا الكبد المتجاورة ولكن ليس متصلات بشبه جيبي أو بقنيوات. هذه سطوح بسيطة متخصصة بالالتصاق والاتصال الخلوي بين الخلايا الكبدية عبر الموصل الفجوي.
تقاس الخلايا الكبديه بين 20 و30 ميكرومتر في كل بعد. وهي مسؤولة عن التطور في جميع وظائف الكبد مثل عمليات الايض لليبيدات، سكريات وبروتين، إضافة إلى معالجة الهرمونات والادوية. الخلايا الكبدية تكون حوالي 80% من تركيز الخلايا في الكبد، مع 20% التي تشغلها خلايا كوبفر، لخلايا الكبدية النجمية، الخلايا البطانية والخلايا المتوسطة، والتي ليست محددة تماما للكبد، لكنها تتواجد في عينة الكبد.  
من الناحية النظرية الخلايا الكبدية لها خصائص محددة. النواة الخاصة بهم كبيرة وكروية الشكل وتحتل مركز الخلية. وفي النهاية يوجد نوية واحد في كل نواة. في كبد البالغين، معظم الخلايا هي ثنائية النواة، ومعظم الخلايا الكبدية هي تعدد الصيغ الصبغية، مما يعني انها تمتلك أربعة اضعاف من كمية الدنا الطبيعية. متوسط اعمارهم تقريباً خمسة أشهر، والخلايا الكبدية لها قدرة تجديدية كبيرة بعد فقدان المتانة بعمليات السمية، امراض أو عمليات. هناك سيتوبلازم بالغالب أليف الحمض. الاماكن القاعدية تقابل الشبكة الاندوبلازمية الخشنة وريبوسوم. ميتوكندريون تتوفر بالخلايا الكبدية، من 800 إلى 1000 لكل خلية. يمكن اكتشافها بواسطة صبغ يانوس الخضراء ب أو انزيم- الكيمياء النسيجية . الخلايا الكبدية تملك جهازغولجي متعدد، وتمتلك عدد كبير من بيروكسيسوم والتي يمكن اكتشافها مع الكيمياء النسيجية المناعية. الشبكة الإندوبلازمية الناعمة  تكون واسعة النطاق وقد تحتوي على انزيمات مشاركة في تحليل وتصريف السموم والادوية، وهناك انزيمات أخرى تشارك في تركيب الكوليسترول والبروتينات الدهنية. 

## خلايا كوبفر
جيبيات الكبد تختلف عن باقي جيبيات الجسم بما انها تملك خلايا بلعم مقسمة بين الخلايا البطانية. خلايا كوبفر تمتلك مصادر جنينية مختلفة، تاتي من الخط النخاعي من الجملة الشبكية البطانية (والذي تسمى أيضا جملة البالعات ووحيدات النوى) الذي يتعلق بجهاز المناعة. بدايةً تتشكل هذه الخلايا في نخاع العظم ثم تنتقل الى الكبد حيث تتمايز إلى خلايا كوبفر. في الحقيقة هي خلايا بلعمية خاصة بالكبد وتقع في الشبه الجيبي. الشبه جيبي هو عبارة عن قناة وعائية تستقبل الدم من التفرعات الطرفية للشريان الكبدي والوريد البابي وجعلها تتدفق إلى الاورده المركزية. المساحة التي تقع بين الخلايا البطانية تعرف بحيز ديس. من الناحية النظرية، خلايا كوبفر هي صعبة التحديد؛ باي حال، سهل رؤيتها خاصة إذا صُبغت اجرائها البلعمية. الوظيفة الرئيسية لخلايا كوبفر هي التخلص من على خلايا الدم القديمة المتجهة إلى الكبد.

## الخلايا الكبدية النجمية
في الحيز المحيط بالجيبانيات، العديد من الانواع المختلفة من الخلايا موجودة. هذه الخلايا تختص بالكبد اذ لا توجد في أي نسيج اخر. هذه الخلايا الكبدية النجمية، تسمى أيضا بالخلايا الشحمية، فهي تحتوي على قطرات شحوم في عصارة خلوية الخاص بها. يعتقد ان هذه القطرات تخزن جزء من امدادات الجسم بفيتامين ا. هذه الخلايا النجمية ترتكز على اعلى حواجز ريماك، وهي تبعث امتدادات إلى شبيه الجيبيات.